# Rockstar Games
Rockstar Games（常被玩家简称为“R星”或“R*”，中文可译为“摇滚明星游戏”）是遊戲發行商Take-Two Interactive旗下的遊戲開發分公司，其總部設於美國紐約市，该公司的前身是BMG Entertainment旗下的游戏发行部门BMG Interactive。公司的作品中，以《俠盜獵車手》（Grand Theft Auto Series）系列最為知名。公司下設多個工作室，包括自組及收購，每个工作室有不同的颜色标志。2005年，Take-Two为了让自己发行的游戏与Rockstar发行的游戏所做区别，另外成立了2K Games品牌以及发行体育竞技类游戏的2K Sports品牌与发行休闲益智类游戏的2K Play品牌以整合原Take-Two旗下工作室开发的品牌资源。

## 历史

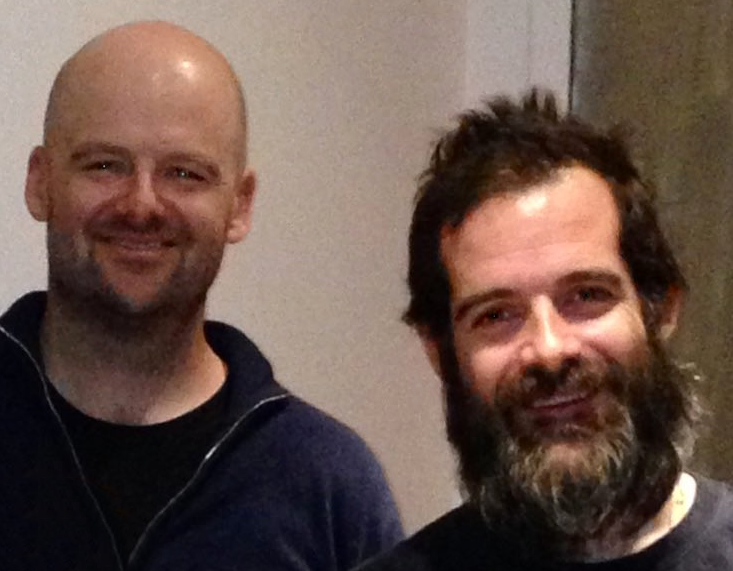
丹·豪瑟（左）和萨姆·豪瑟（右）是Rockstar Games的联合创始人之一。丹于2020年离开公司；萨姆担任总裁。

1998年3月12日，Take-Two Interactive宣布收购英国电子游戏发行商BMG Interactive的资产，后者当时处于休眠状态。作为交换，Take-Two将向BMG Entertainment（贝塔斯曼的一个部门）发行185万股（约16%）的普通股。通过此次收购，Take-Two获得了BMG Interactive的多个知识产权，包括DMA Design的《侠盗猎车手》和《Space Station Silicon Valley》。该交易于3月25日宣布完成。BMG Interactive的三位高管——丹·豪瑟、萨姆·豪瑟和杰米·金——以及BMG Interactive的加里·福尔曼和BMG Entertainment的Arista Records唱片公司的特里·多诺万随后移居纽约市，为Take-Two Interactive工作。在4月的一次重组中，萨姆·豪瑟被任命为Take-Two的“全球产品开发副总裁”。1998年12月，豪瑟兄弟、多诺万和金成立了Rockstar Games，作为Take-Two的“高端”发行品牌。该品牌的成立于1999年1月22日正式宣布。
2007年1月，Take-Two宣布，时任Rockstar Games董事总经理的特里·多诺万在休假四个月后离开了公司。他由加里·戴尔接任，后者成为首席运营官。戴尔此前曾与豪瑟兄弟和金在BMG Interactive共事，但在Take-Two Interactive收购该公司后离开，并于2003年加入Capcom的欧洲业务担任董事总经理。
截至2014年2月，Rockstar Games的游戏出货量超过2.5亿份， 其中《侠盗猎车手》系列的出货量至少为2.5亿份（截至2016年11月）。《侠盗猎车手V》是该系列和公司历史上出货量最高的游戏，超过1.7亿份， 成为有史以来销量第二高的电子游戏。
在2014年3月的第十届英国电影学院游戏奖上，Rockstar Games因“创造错综复杂的互动世界，使公司在十多年来在批评和商业上都处于游戏行业的前沿”而荣获BAFTA学院院士奖。詹妮弗·科尔贝从Take-Two的前台开始工作，现任Rockstar Games的发行主管，负责监督所有开发工作室。西蒙·拉姆齐是公司的公关和传播主管。
2019年5月，Rockstar Games宣布从Starbreeze Studios收购Dhruva Interactive，交易额为790万美元，收购于当月晚些时候完成，Dhruva团队并入Rockstar India。
2019年9月，Rockstar Games宣布推出了自己的游戏启动器，这是一个数字发行、数字版权管理、多人游戏和通讯服务。在2019年初《荒野大镖客：救赎2》发布后，丹·豪瑟于2020年3月11日离开了Rockstar Games。
该公司于2020年10月收购了苏格兰工作室Ruffian Games，并将其更名为Rockstar Dundee。
2022年9月，Rockstar成为了数据泄露的目标，90个《侠盗猎车手VI》开发过程中的视频被泄露。Rockstar将此次泄露描述为“网络入侵”，并表示对游戏以这种方式首次展示感到“非常失望”，但预计不会对开发产生长期影响。
2023年8月，Rockstar收购了Cfx.re（CitizenFX），该团队负责《侠盗猎车手V》和《荒野大镖客：救赎2》的模组平台FiveM和RedM。写作副总裁迈克尔·恩斯沃思在公司工作16年后于2023年离职。2025年3月，Rockstar宣布收购由前《黑色洛城》开发者组成的悉尼工作室Video Games Deluxe，并将其更名为Rockstar Australia。

## 公司理念
2011年10月，丹·豪瑟在接受《Famitsu》采访时表示，Rockstar Games有意避免开发第一人称射击类型的游戏，因为“我们的DNA是避免做其他公司正在做的事情……Rockstar的目标是让玩家真正感受到我们想要做的事情。”豪瑟继续说道：“我们迄今为止的游戏都与当时存在的任何类型不同；我们通过《GTA》系列等游戏自己创造了新类型。我们没有依赖商业教科书中的推荐来做我们所做的事情……如果我们制作我们想玩的游戏，我们相信人们会购买它们。”
该公司参与了多项慈善活动，包括支持Movember、提供游戏中的角色作为抽奖奖品，以及慈善直播。

## 其他项目

### Rockstar Loft
1999年，多诺万和萨姆·豪瑟与约翰·戴维斯合作，成立了Rockstar Loft俱乐部之夜。戴维斯曾是Body & Soul的联合创始人和推广者，这是一个在特里贝卡的Club Vinyl每周举行的“无嘉宾名单、无天鹅绒绳”的派对。Rockstar Games的创始人刚到纽约市时，前DJ多诺万对Body & Soul印象深刻，并与俱乐部的团队（包括戴维斯和另一位创始人DJFrançois K）建立了密切关系。戴维斯希望举办更多此类活动，而多诺万和豪瑟则希望为年轻的Rockstar Games做宣传，于是他们成立了Rockstar Loft。据多诺万说，这个活动旨在替代那些过于昂贵或“被安保人员推挤”的活动。他排除了在场地安装电子游戏的做法，专注于音乐并突出艺术家。
由于无法负担频繁的电视广告，Rockstar Games转而采用游击营销团队分发传单和贴纸。Rockstar Loft的门票最初不提前销售。相反，潜在的客人需要拨打一个电话号码，回答七个关于他们个性的问题。如果回答令接线员满意，电话者将通过邮件收到入场券。 第一次Rockstar Loft于1999年10月30日在曼哈顿西部切尔西举行，Andi Hanley（Body & Soul的常客）、Bob Sinclar和Dimitri from Paris担任主打DJ。此后，每隔几个月举办一次，其中一次于2000年2月19日举行。同年晚些时候，Rockstar Loft停止举办。

### 电影
柯克·尤因——豪瑟兄弟的朋友，曾与Rockstar Games合作开发《State of Emergency》——表示，在2001年《侠盗猎车手III》发布前后，Rockstar Games曾收到500万美元的报价，欲购买《侠盗猎车手》系列的电影改编权。他接到一位洛杉矶制片人的电话，请求由托尼·斯科特（《壮志凌云》导演）执导、说唱歌手埃米纳姆主演的电影版权。当他将这个提议转达给萨姆·豪瑟时，豪瑟表示不感兴趣。2004年，Rockstar Games制作了体育剧电影《足球工厂》。该电影改编自约翰·金的同名小说，围绕英国的足球流氓活动展开。公司还制作了《Sunday Driver》，一部关于加利福尼亚州康普顿Majestics 低底盘车俱乐部的纪录片，以及《The Introduction》，一部详细描述《侠盗猎车手：圣安地列斯》前传事件的动画电影。两部作品均与2005年发布的游戏特别版捆绑销售。

### CircoLoco Records
2021年5月，Rockstar Games与伊维萨岛舞蹈派对Circoloco合作，推出了唱片公司CircoLoco Records。此次合作源于萨姆·豪瑟与Circoloco的推广者安东尼奥·卡博纳罗的友谊。据派对经理尼克·贝内德蒂称，Rockstar Games和Circoloco希望为舞曲音乐场景“贡献一些新颖而有意义的东西”，该场景因COVID-19封锁而面临困境。 CircoLoco Records的首张专辑《Monday Dreamin'》于2021年6月以一系列迷你专辑的形式发布。

## 工作室

### 營運中的工作室
| 标志颜色 | 标志 | 名稱                 | 營運期間     | 注释 |
| -------- | ---- | -------------------- | ------------ | --- |
|          |      | Rockstar Dundee      | 2020年－至今 | 2008年4月成立，前身为Ruffian Games，2020年10月被收购。 |
|          |      | Rockstar India       | 2016年－至今 | 2016年8月成立，2019年5月收购了印度历史最久的游戏开发商Dhruva Interactive，参与了《碧血狂殺2》的制作。 |
|          |      | Rockstar Leeds       | 2004年－至今 | 前身為Mobius Entertainment，總部設於英格蘭利兹。曾製作PlayStation Portable的《俠盜獵車手：自由城故事》和《俠盜獵車手：罪惡城故事》、Game Boy Advance的《江湖本色》，以及《俠盜獵車手：血战唐人街》和音樂遊戲《韻律大師》。該工作室最近期的作品是Microsoft Windows版本的《黑色洛城》。 |
|          |      | Rockstar Lincoln     | 1999年－至今 | 負責品質檢測與本地化的工作室，位於英格蘭林肯。前身為狼蛛工作室。 |
|          |      | Rockstar London      | 2005年－至今 | 在2005年11月成立。在Rockstar Vienna關閉後接手了《侠盗猎魔2》的開發工作。製作過《灣岸：洛杉磯》的掌上型主機移植版本《灣岸：洛杉磯Remix》。 |
|          |      | Rockstar New England | 2008年－至今 | 位於美國麻薩諸塞州安多佛，在2008年4月4日成為Rockstar旗下工作室，前身為Mad Doc Software。曾移植過Wii、Xbox 360和家用電腦版本的《惡霸魯尼》。 |
|          |      | Rockstar North       | 2002年－至今 | 前身為1988年成立的DMA Design，Rockstar North總部位於蘇格蘭爱丁堡。該工作室以《俠盜獵車手》系列和《侠盗猎魔》系列聞名。 |
|          |      | Rockstar San Diego   | 2003年－至今 | 前身為Angel Studios，他們開發了RAGE遊戲引擎、《紅色死亡左輪》和《碧血狂殺》 ，以及《Smuggler's Run》系列、《Midtown Madness》系列的前兩款作品，和《灣岸》系列。 |
|          |      | Rockstar Toronto     | 1999年－至今 | 前身為Rockstar Canada。最知名的作品為改編自同名電影的《戰士聯盟幫》，以及個人電腦版的《俠盜獵車手IV》和《俠盜獵車手：自由城故事》。 |
|          |      | Cfx.re               | 2023年－至今 | 2014年成立，2023年被收购。FiveM和RedM项目的开发者. |

### 已關閉的工作室
| 标志颜色 | 工作室名稱         | 營運期間       | Notes |
| -------- | ------------------ | -------------- | --- |
|          | Rockstar Vancouver | 2002年－2012年 | 前身為Barking Dog Studios，曾製作過PlayStation 2遊戲《惡霸魯尼》，以及《江湖本色》系列的第三款作品《江湖本色3》。该工作室在2012年與Rockstar Toronto合併。 |
|          | Rockstar Vienna    | 2003年－2006年 | 前身為Neo Software；该工作室於2006年5月11日關閉。曾負責家用主機的《江湖本色》系列移植工作，在關閉前製作了一部分《侠盗猎魔2》的遊戲內容。                  |

## 遊戲作品
- 《俠盜獵車手系列》（Grand Theft Auto）
- 《灣岸系列》（Midnight Club）
- 《俠盜獵魔系列》（Manhunt）
  - 《俠盜獵魔》（Manhunt）
  - 《俠盜獵魔2》（Manhunt2）
- 《马克思·佩恩系列》（Max Payne）
  - 《马克思·佩恩》（Max Payne）
  - 《马克思·佩恩2》（Max Payne2）
  - 《马克思·佩恩3》（Max Payne3）
- 《鬼妮》（Oni）
- 《战士帮》（The Warriors）
- 《惡霸魯尼》（Bully/Canim Canus Edit）
- 《碧血狂殺系列》（Red Dead）
  - （Red Dead Revolver）
  - 《荒野大镖客：救赎》（Red Dead Redemption）
  - 《荒野大镖客：救赎2》（Red Dead Redemption II）
- 《黑色洛城》（L.A. Noire）

## 软件

### RAGE
Rockstar Advanced Game Engine (RAGE) 是一个由Rockstar San Diego内部的RAGE技术组开发的游戏引擎，旨在促进2006年以来的所有平台上的游戏开发。 RAGE用于Rockstar Games的大部分个人电脑和电子游戏机游戏，包括《荒野大镖客：救赎》、《侠盗猎车手IV》、《马克思·佩恩3》、《侠盗猎车手V》和《荒野大镖客：救赎2》。

### Rockstar Games Social Club
Rockstar Games Social Club是由Rockstar Games创建的在线游戏服务，用于其游戏中的认证和多人应用。截至2023年11月，Rockstar网站上与Social Club相关的品牌标识已被移除。

### Rockstar Games Launcher
Rockstar Games于2019年9月17日发布了其针对Windows的游戏启动器。该启动器与用户的Social Club账户集成，允许他们下载和购买之前通过Rockstar商店购买的游戏，以及从其他服务（如Steam）启动Rockstar游戏。

## 外部連結
- Rockstar Games主頁 （页面存档备份，存于）